# Нампула (провинция)
Нампу́ла (порт. Nampula) — провинция в Мозамбике. Площадь составляет 81 606 км². Численность населения равна 4 049 082 человек (на 2007 год). Административный центр — город Нампула.

## Этимология
В период португальского господства провинция первоначально называлась Мозамбик, затем это название было распространено на всю страну.

## География
Провинция Нампула расположена в северной части Мозамбика. На севере она граничит с провинцией Кабу-Делгаду, на северо-западе — с провинцией Ньяса, на юго-западе — с провинцией Замбезия. На востоке её побережье омывается водами Индийского океана.
В состав провинции Нампула входит остров Мозамбик, включённый в 1992 году в список Всемирного наследия ЮНЕСКО.

## Население
Большинство населения провинции Нампула составляет народ макуа.

## Административное деление

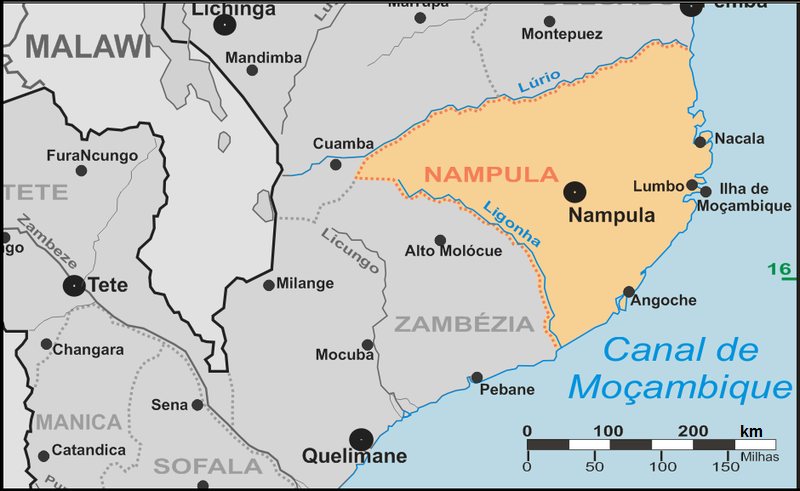
Административная карта провинции Нампула.

В административном отношении провинция разделена на 18 дистриктов и 6 муниципалитетов.

### Дистрикты
- Angoche
- Eráti
- Lalaua
- Malema
- Meconta
- Mecubúri
- Memba
- Mogincual
- Mogovolas
- Moma
- Monapo
- Mossuril
- Muecate
- Murrupula
- Nacala-a-Velha
- Nacarôa
- Nampula
- Ribáuè

### Муниципалитеты
- Angoche (cidade)
- Ilha de Moçambique (cidade)
- Monapo (vila)
- Nacala Porto (cidade)
- Nampula (cidade)
- Ribaué (vila)

## Экономика
В провинции развивается сельскохозяйственное производство, в том числе выращивание ананасов, бананов, хлопка, кофе, орехов кэшью, кукурузы, манго, табака и прочих культур.